# Еоху Муму
Еоху Муму (ірл.  Eochu Mumu) — верховний король Ірландії в середньовічних ірландських історичних легендах, син Мофебіса (ірл. — Mofebis), онук верховного короля Ірландії на ймення Еохайд Сіра Сокира (ірл. — Eochaid Faebar Glas). Прийшов до влади в результаті вбивства попереднього верховного короля Ірландії — Фіаху Лабрайнне (ірл. — Fíachu Labrainne), що був вбивцею його батька (звичай кровної помсти). 
Час правління (згідно середньовічної ірландської історичної традиції): 1071—1050 до н. е. (згідно «Історії Ірландії» Джеффрі Кітінга) або 1449—1428 до н. е. згідно хроніки Чотирьох Майстрів.
Вважається, що королівство Мюнстер (Муму) на південному заході Ірландії названо на його честь. Це, звісно, сумнівно — назва «Муму» має явно не індоєвропейське походження і була успадкована кельтами від більш давніх жителів Ірландії. 
Правив Ірландією протягом 21 року. Під час правління вів нескінченні війни з нащадками Ерімона (ірл. — Érimón), які претендували на трон. 
Був вбитий сином Фіаху Лабрайнне — Енгусом Олмукайдом (ірл. — Óengus Olmucaid) в битві біля Кліу (ірл. — Clíu). Пізніше за його смерть помстився його син Енна Айргдех (ірл. — Enna Airgdech). Книга захоплень Ірландії синхронізує його правління з часом правління царя Офратанеса в Ассирії, що сумнівно.